# Église de la Nativité-de-Saint-Jean-Baptiste de Chavanac
L'église de la Nativité-de-Saint-Jean-Baptiste  est une église catholique située à Chavanac dans le département français de la Corrèze.

## Localisation
L'église est située au centre de la commune de Chavanac, à côté de la mairie.

## Historique et architecture
L'église est bâtie en style roman au XIIIe siècle puis remaniée en 1648 comme le prouve le linteau de la porte sud.

L'église, construite en granite et pierre de taille, est couverte d'ardoise. Le clocher-mur possède deux baies campanaires pourvues chacune d'une cloche. 

Elle a la particularité de posséder deux ouvertures en vis-à-vis sur les parties latérale : le portail principal de style roman s'ouvre sur la partie nord, alors que l'autre porte rectangulaire est percée au sud.

## Galerie de photos

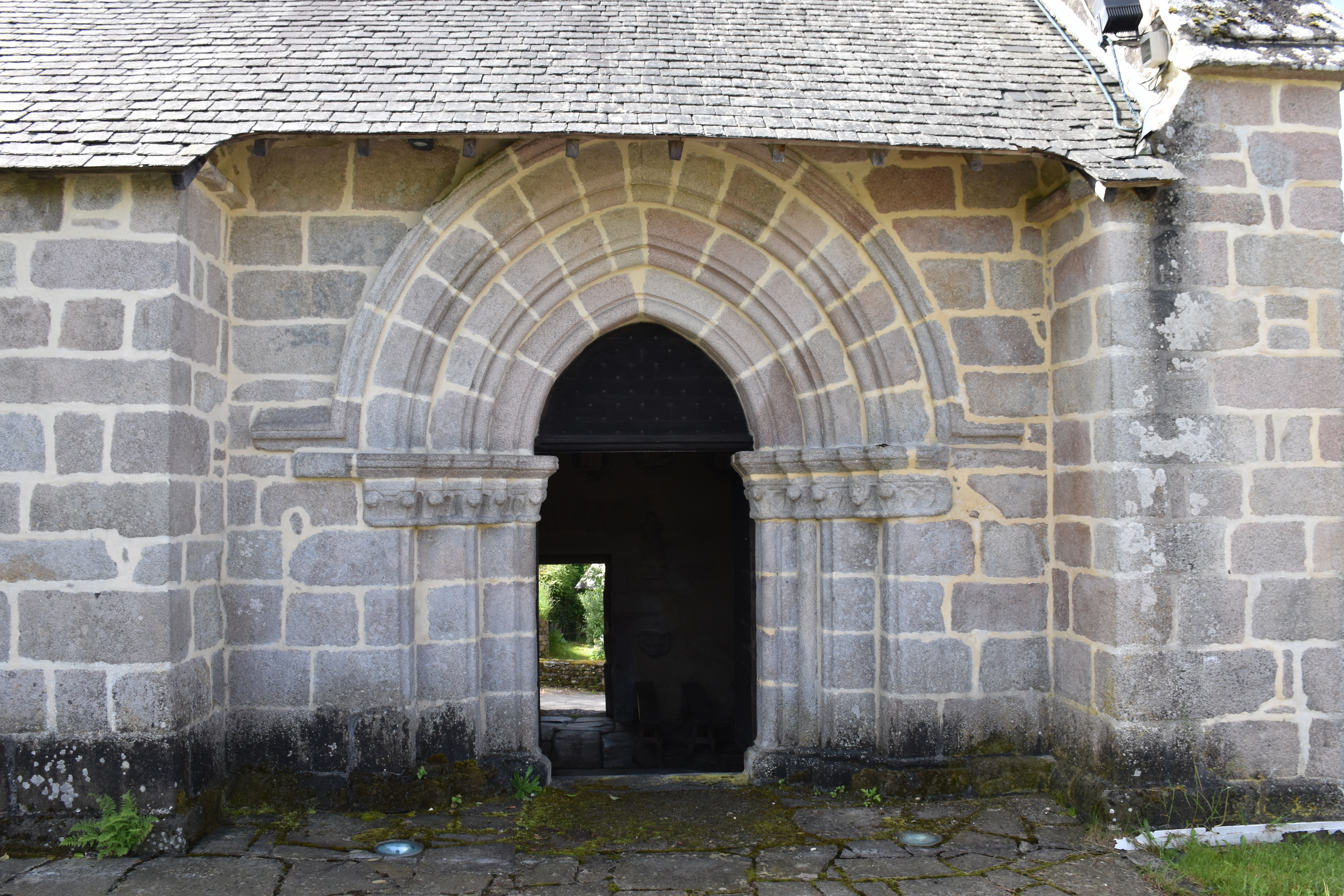
Le portail latéral nord
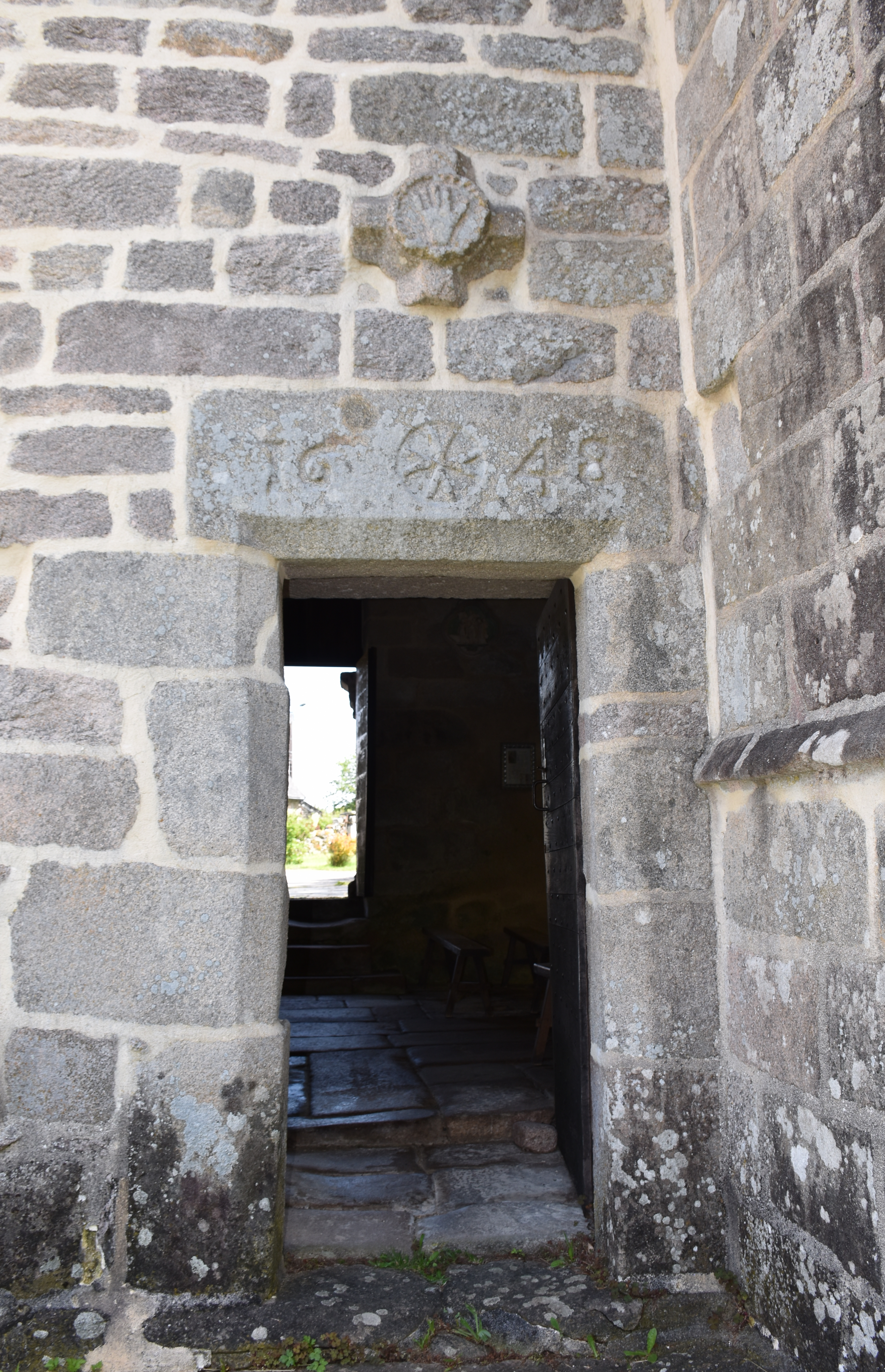
La porte sud
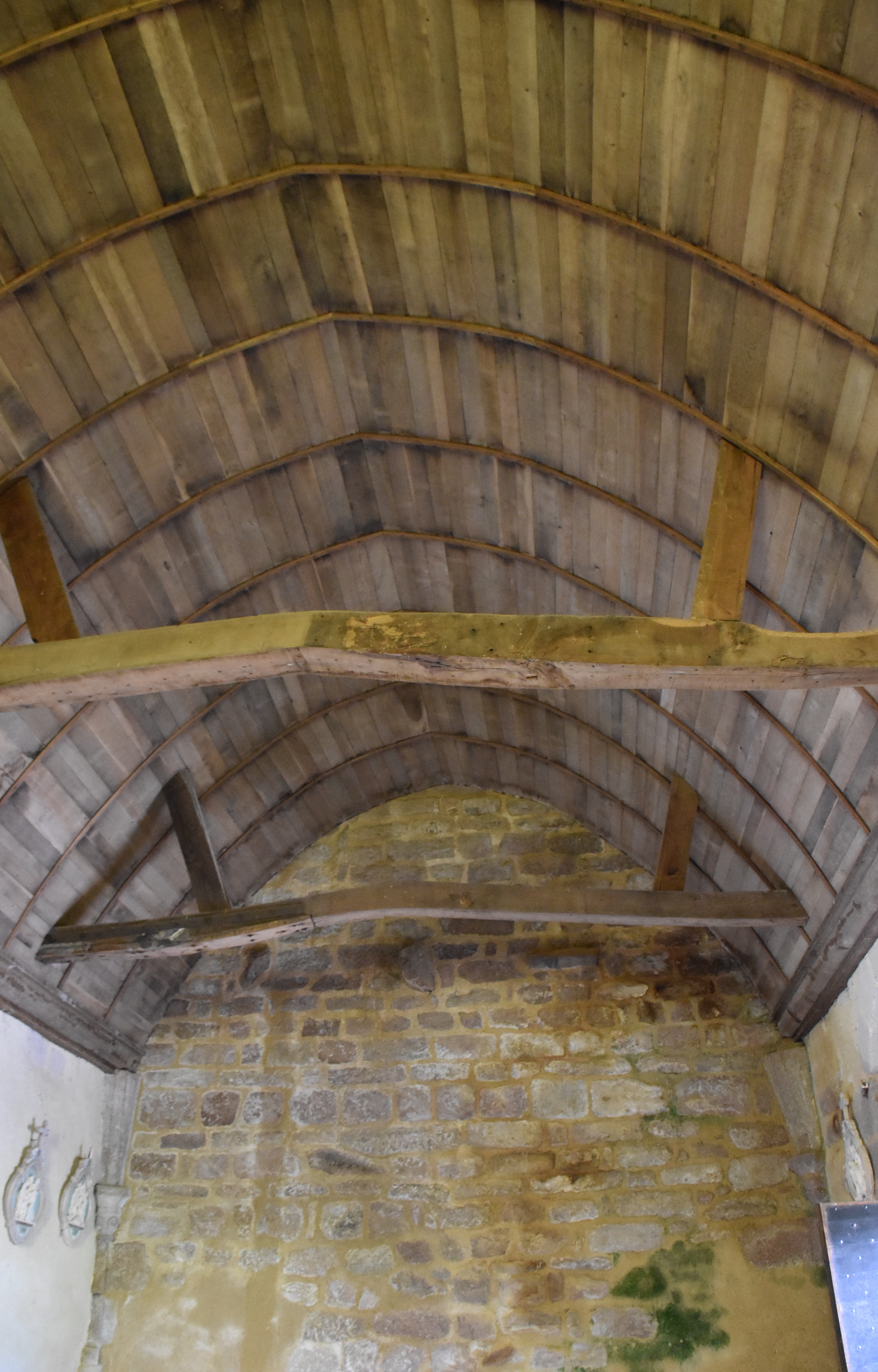
La nef
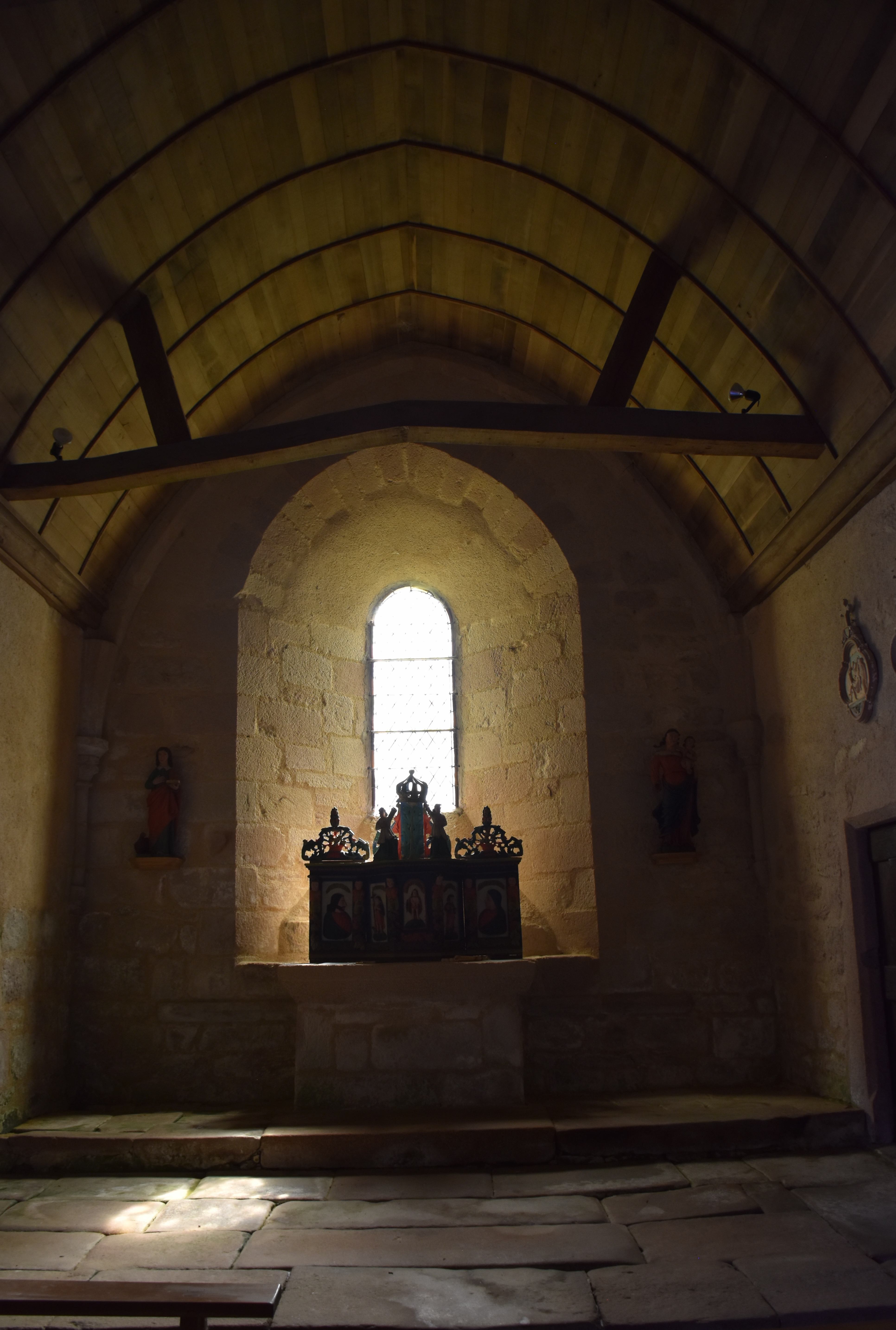
Le chœur
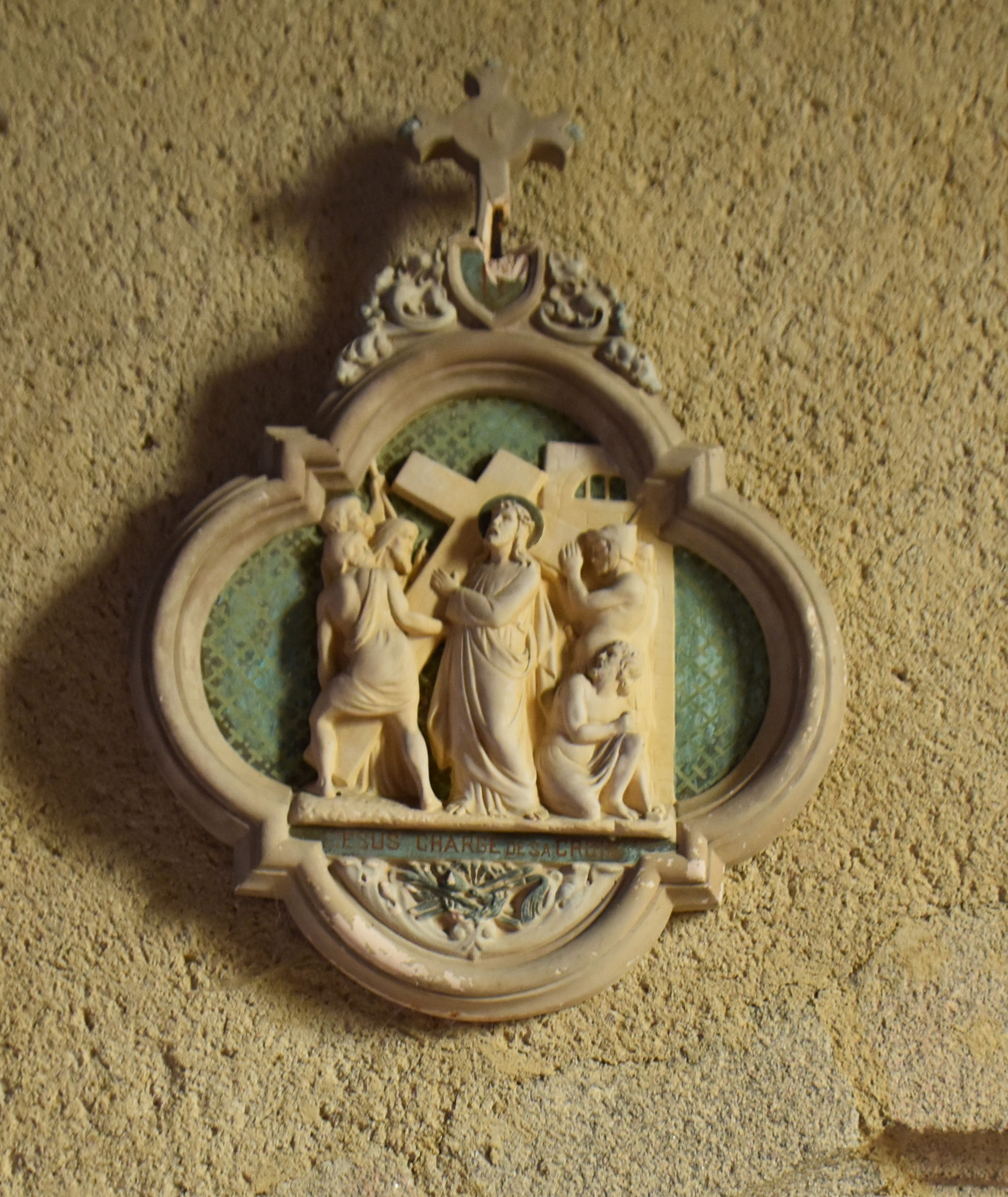
Chemin de croix 2e station

## Mobilier
Cette église possède de nombreux objets ou statues inscrites dans la base Palissy dont:
- le retable en bois peint du XVIIe siècle comportant des figures bibliques (le Christ, le Christ souffrant, la Vierge, saint Jean le Baptiste, saint Jean) ainsi que des ornements à forme végétale, des angelots et des anges[2].
- la statue de la Vierge à l'Enfant en bois peint du XVIIe siècle[3].
- la statue de saint Jean en bois peint du XVIIe siècle[4].
- la statue de Salomé dite la Danserelle en calcaire peint, polychrome et doré. Premier quart du XVIe siècle[5].

## Galerie de photos

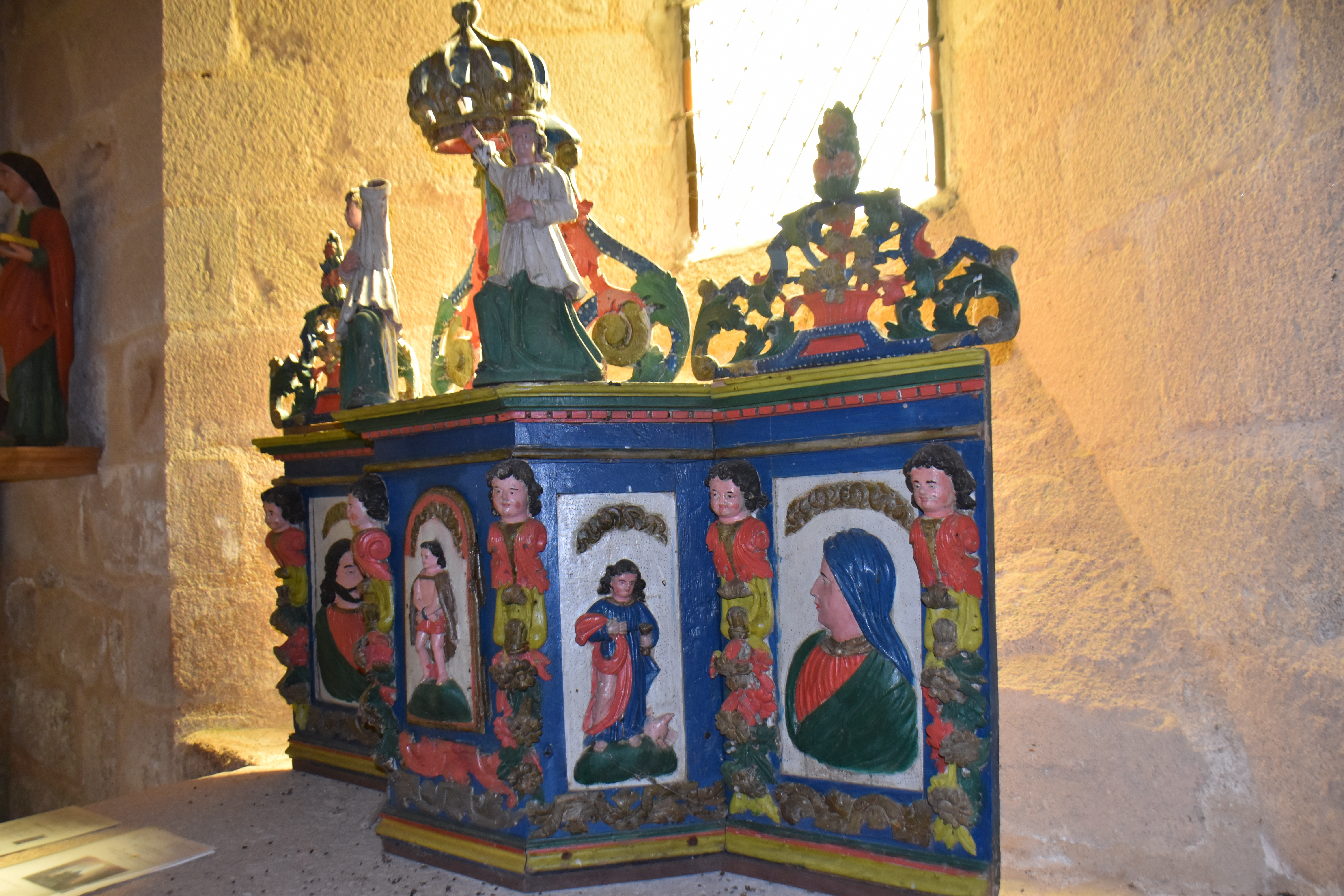
Le retable
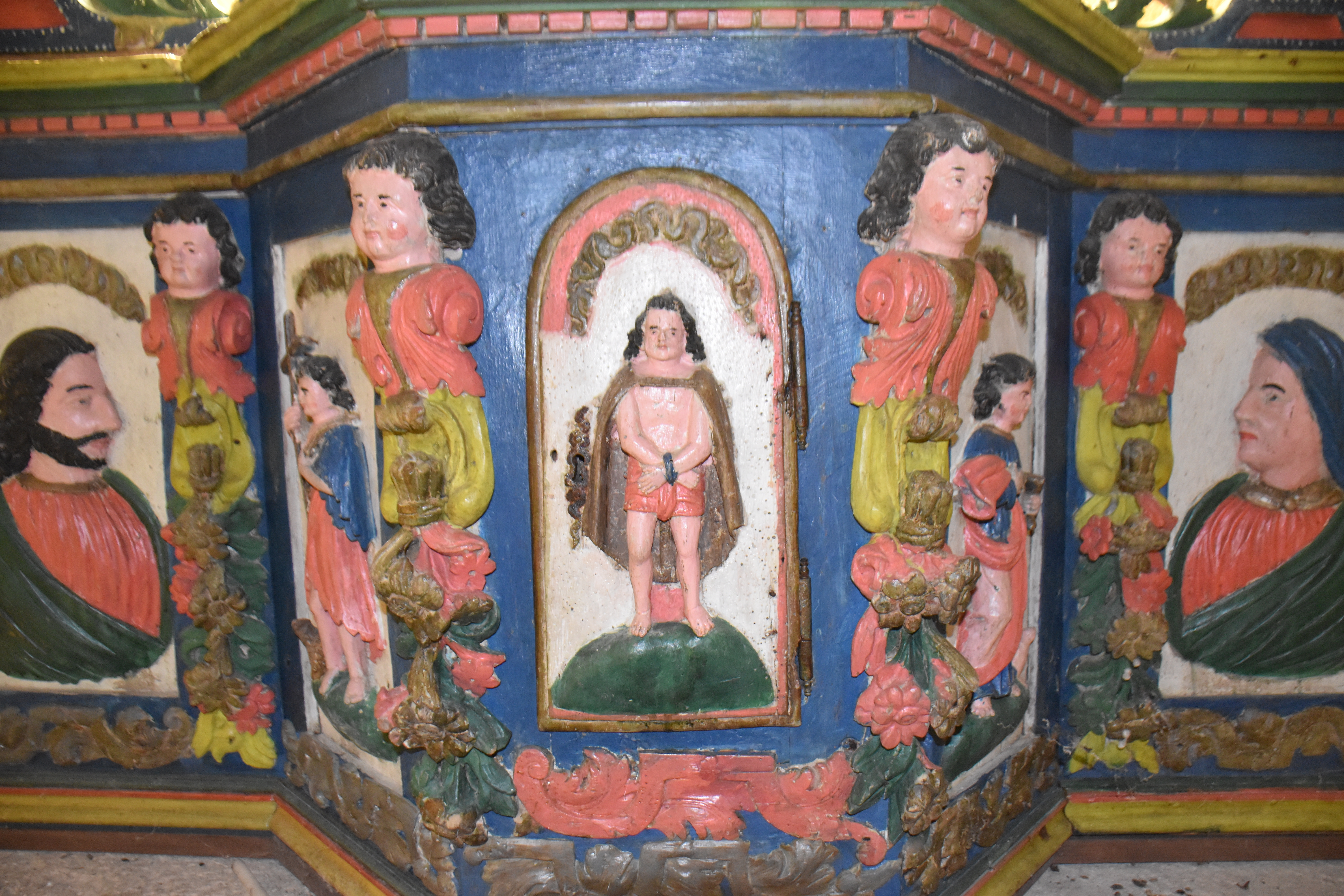
Le tabernacle
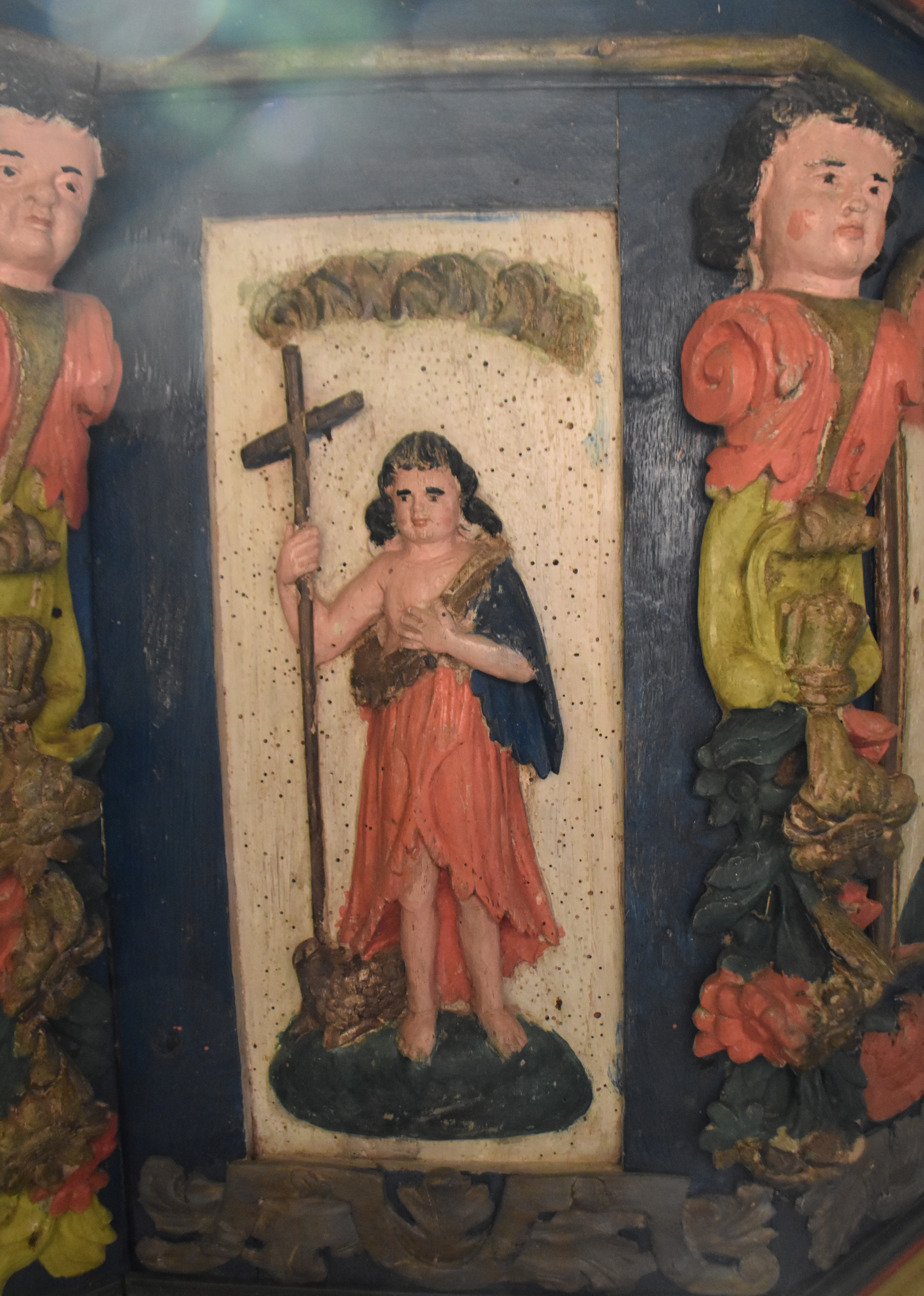
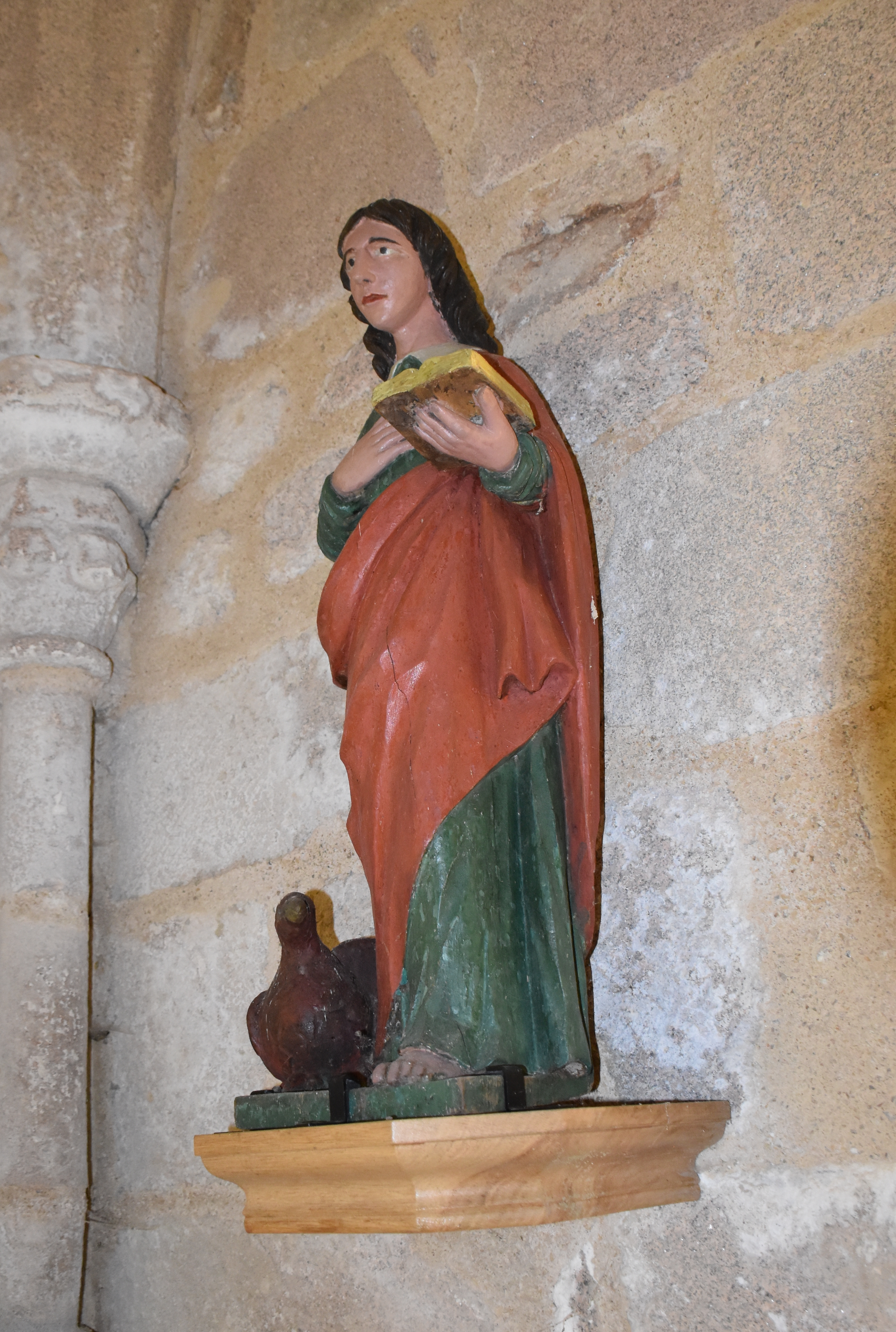
Statue de saint Jean
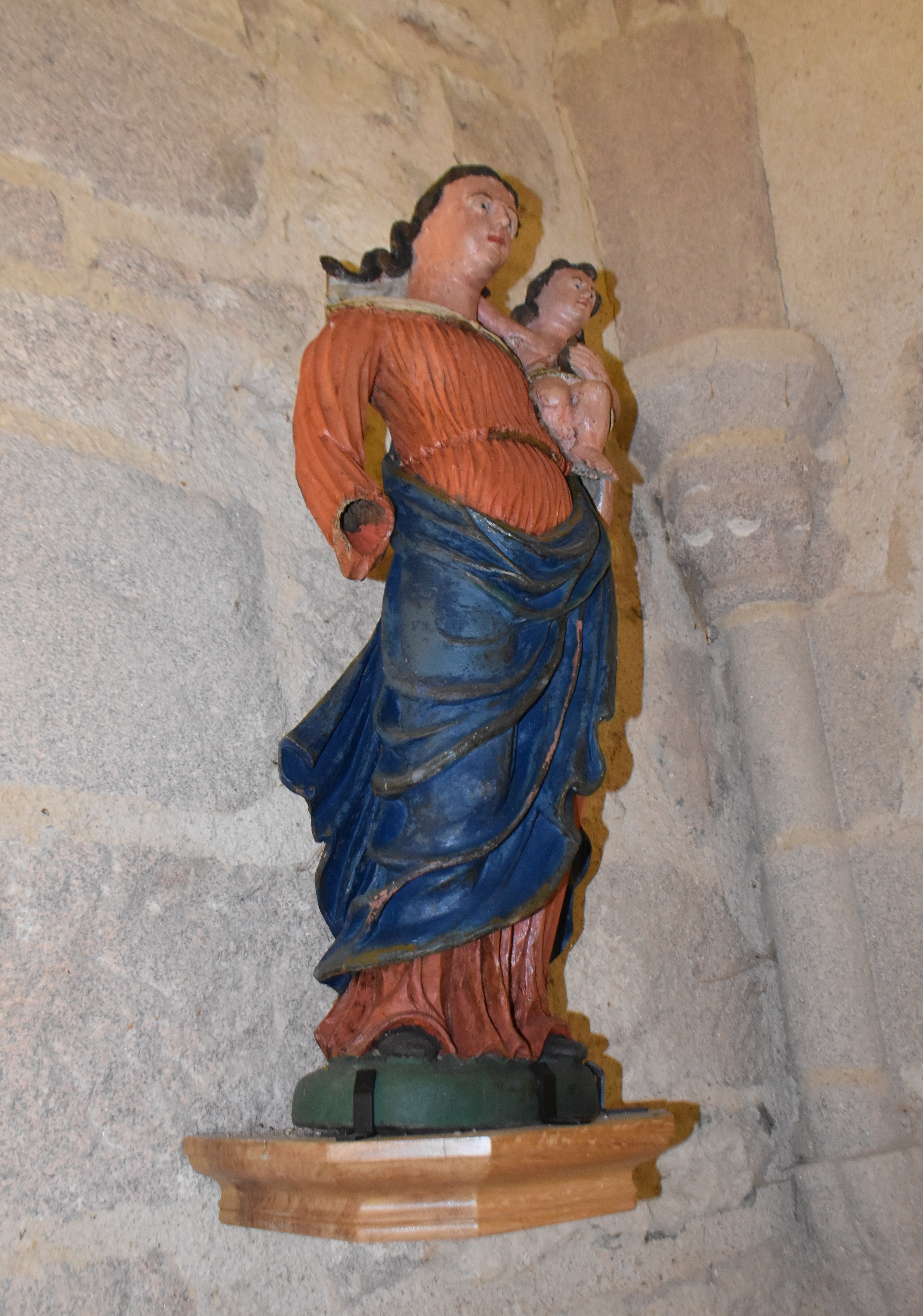
Vierge à l'Enfant
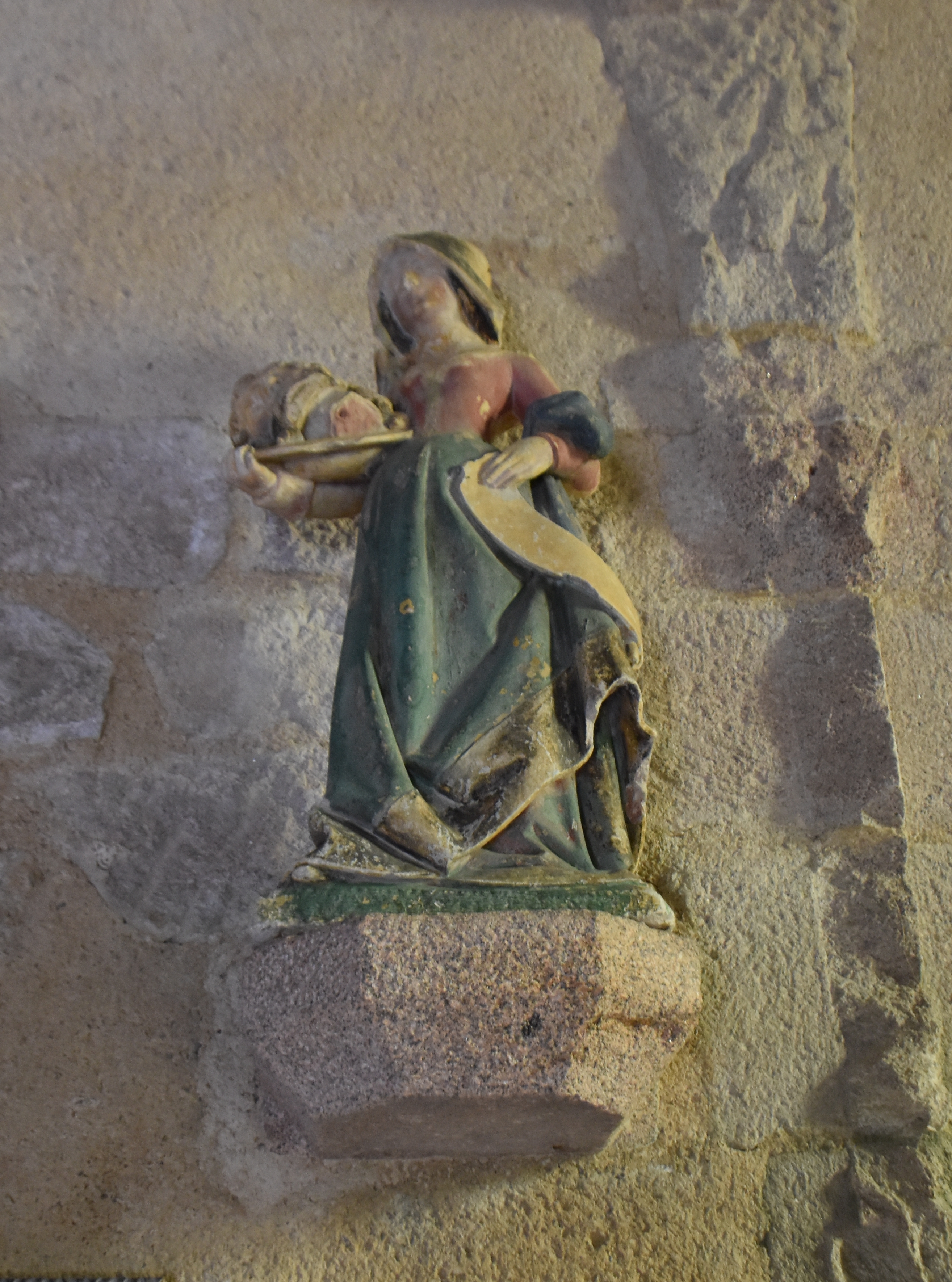
La Dansarelle